# 肝付兼伯
肝付 兼伯（きもつき かねたか）は、江戸時代中期の薩摩藩士。喜入肝付氏7代当主。
喜入肝付氏は肝付氏12代・肝付兼忠の三男・兼光を祖とする庶流。
享保11年（1726年）、肝付兼逵の子として生まれる。元文2年（1737年）、元服する。元文4年（1739年）、父の死去により家督を相続する。
延享元年（1744年）、火消奉行となる。延享3年（1746年）、幕府巡見使を領内に迎える。延享4年（1747年）、百次地頭職。宝暦元年（1751年）、大御所徳川吉宗薨去の際に、弔問使として江戸に下る。宝暦3年（1753年）、藩主・継豊の謝恩使として江戸に下り、江戸城で将軍・家重に拝謁する。宝暦8年（1758年）、加久藤地頭職。宝暦9年（1759年）、寺社奉行。
宝暦11年（1761年）11月19日没。享年36。